# Open Pau-Pyrénées 2021 - Doppio
Benjamin Bonzi e Antoine Hoang, i detentori del titolo, non hanno partecipato a questa edizione.
In finale Romain Arneodo e Tristan-Samuel Weissborn hanno sconfitto Aisam-ul-Haq Qureshi e David Vega Hernández con il punteggio di 6-4, 6-2.

## Teste di serie
1. Aisam-ul-Haq Qureshi /  David Vega Hernández (finale)
2. André Göransson /  David Pel (semifinale)

1. Romain Arneodo  /  Tristan-Samuel Weissborn (campioni)
2. Denys Molčanov /  Serhij Stachovs'kyj (semifinale)

## Wildcard
1. Valentin Lapalu /  Harold Mayot (quarti di finale)

## Tabellone

### Legenda
| - Q = Qualificato - WC = Wild card - LL = Lucky loser | - ALT = Alternate - SE = Special Exempt - PR = Protected Ranking | - w/o = Walkover - r = Ritirato - d = Squalificato |

|  | Primo turno | Primo turno                      | Primo turno                      | Primo turno                    | Primo turno                    |  |  | Quarti di finale | Quarti di finale                 | Quarti di finale                 | Quarti di finale                 | Quarti di finale  |   |     | Semifinali | Semifinali                                | Semifinali                                | Semifinali                              | Semifinali                              |   |   | Finale | Finale | Finale | Finale | Finale |  |
|  |             |                                  |                                  |                                |                                |  |  |                  |                                  |                                  |                                  |                   |   |     |            |                                           |                                           |                                         |                                         |   |   |        |        |        |        |        |  |
|  | 1           | A-u-H Qureshi D Vega Hernández   | A-u-H Qureshi D Vega Hernández   | A-u-H Qureshi D Vega Hernández | A-u-H Qureshi D Vega Hernández |  |  |                  |                                  |                                  |                                  |                   |   |     |            |                                           |                                           |                                         |                                         |   |   |        |        |        |        |        |  |
|  |             | Bye                              | Bye                              | Bye                            | Bye                            |  |  | 1                | A-u-H Qureshi D Vega Hernández   | A-u-H Qureshi D Vega Hernández   | 6                                | 6                 |   |     |            |                                           |                                           |                                         |                                         |   |   |        |        |        |        |        |  |
|  | WC          | V Lapalu H Mayot                 | V Lapalu H Mayot                 | 6                              | 6                              |  |  | WC               | V Lapalu H Mayot                 | V Lapalu H Mayot                 | 1                                | 4                 |   |     |            |                                           |                                           |                                         |                                         |   |   |        |        |        |        |        |  |
|  |             | P Kotov C-h Tseng                | P Kotov C-h Tseng                | 4                              | 4                              |  |  |                  |                                  |                                  |                                  |                   |   |     | 1          | A-u-H Qureshi D Vega Hernández            | 6                                         | 3                                       | [10]                                    |   |   |        |        |        |        |        |  |
|  | 4           | D Molčanov S Stachovs'kyj        | D Molčanov S Stachovs'kyj        | 7                              | 6                              |  |  |                  |                                  | 3                                | D Molčanov S Stachovs'kyj        | 3                 | 6 | [2] |            |                                           |                                           |                                         |                                         |   |   |        |        |        |        |        |  |
|  |             | M Bortolotti B Lock              | M Bortolotti B Lock              | 5                              | 0                              |  |  | 3                | D Molčanov S Stachovs'kyj        | D Molčanov S Stachovs'kyj        | D Molčanov S Stachovs'kyj        | w/o               |   |     |            |                                           |                                           |                                         |                                         |   |   |        |        |        |        |        |  |
|  |             | G Kravchenko N Sánchez Izquierdo | G Kravchenko N Sánchez Izquierdo | 7                              | 6                              |  |  |                  | G Kravchenko N Sánchez Izquierdo | G Kravchenko N Sánchez Izquierdo | G Kravchenko N Sánchez Izquierdo |                   |   |     |            |                                           |                                           |                                         |                                         |   |   |        |        |        |        |        |  |
|  |             | S Diez A Giannessi               | S Diez A Giannessi               | 5                              | 2                              |  |  |                  |                                  |                                  |                                  |                   |   |     | 1          | Aisam-ul-Haq Qureshi David Vega Hernández | Aisam-ul-Haq Qureshi David Vega Hernández | 4                                       | 2                                       |   |   |        |        |        |        |        |  |
|  |             | M Geerts M Janvier               | M Geerts M Janvier               | 7                              | 6                              |  |  |                  |                                  |                                  |                                  |                   |   |     |            |                                           | 3                                         | Romain Arneodo Tristan-Samuel Weissborn | Romain Arneodo Tristan-Samuel Weissborn | 6 | 6 |        |        |        |        |        |  |
|  |             | G Blancaneaux A Sitak            | G Blancaneaux A Sitak            | 64                             | 3                              |  |  |                  | M Geerts M Janvier               | M Geerts M Janvier               | 3                                | 3                 |   |     |            |                                           |                                           |                                         |                                         |   |   |        |        |        |        |        |  |
|  |             | K Drzewiecki P Matuszewski       | K Drzewiecki P Matuszewski       | 2                              | 65                             |  |  | 3                | R Arneodo T-S Weissborn          | R Arneodo T-S Weissborn          | 6                                | 6                 |   |     |            |                                           |                                           |                                         |                                         |   |   |        |        |        |        |        |  |
|  | 3           | R Arneodo T-S Weissborn          | R Arneodo T-S Weissborn          | 6                              | 7                              |  |  |                  |                                  |                                  |                                  |                   |   |     | 3          | R Arneodo T-S Weissborn                   | R Arneodo T-S Weissborn                   | 6                                       | 7                                       |   |   |        |        |        |        |        |  |
|  |             | D Added V Sachko                 | D Added V Sachko                 | 6                              | 6                              |  |  |                  |                                  | 2                                | A Göransson D Pel                | A Göransson D Pel | 4 | 64  |            |                                           |                                           |                                         |                                         |   |   |        |        |        |        |        |  |
|  |             | J Cerretani E Hoyt               | J Cerretani E Hoyt               | 3                              | 4                              |  |  |                  | D Added V Sachko                 | D Added V Sachko                 | 2                                | 2                 |   |     |            |                                           |                                           |                                         |                                         |   |   |        |        |        |        |        |  |
|  |             | H Jebens N Schell                | 62                               | 7                              | [5]                            |  |  | 2                | A Göransson D Pel                | A Göransson D Pel                | 6                                | 6                 |   |     |            |                                           |                                           |                                         |                                         |   |   |        |        |        |        |        |  |
|  | 2           | A Göransson D Pel                | 7                                | 62                             | [10]                           |  |  |                  |                                  |                                  |                                  |                   |   |     |            |                                           |                                           |                                         |                                         |   |   |        |        |        |        |        |  |